# 함안군수 선거
함안군수 선거는 경상남도 함안군의 군수를 선출하는 선거이다.

## 역대 민선 함안군수
| 선거   | 정당 | 정당       | 군수   |
| ------ | ---- | ---------- | ------ |
| 1995년 |      | 무소속     | 조성휘 |
| 1998년 |      | 한나라당   | 조성휘 |
| 1999년 |      | 한나라당   | 진석규 |
| 2002년 |      | 한나라당   | 진석규 |
| 2006년 |      | 무소속     | 진석규 |
| 2007년 |      | 무소속     | 조영규 |
| 2010년 |      | 무소속     | 하성식 |
| 2014년 |      | 새누리당   | 차정섭 |
| 2018년 |      | 자유한국당 | 조근제 |
| 2022년 |      | 국민의힘   | 조근제 |

## 역대 선거 결과

### 제1회 전국동시지방선거
|  | 55.99% |

|  | 44.00% |

### 제2회 전국동시지방선거
|  | 82.64% |

|  | 17.35% |

### 1999년 대한민국 재보궐선거
조성휘 군수의 사망으로 인해 치러진 1999년 대한민국 재보궐선거에서 한나라당 진석규 후보가 당선되었다.

### 제3회 전국동시지방선거
|  | 66.62% |

|  | 33.37% |

### 제4회 전국동시지방선거
|  | 53.86% |

|  | 46.13% |

### 2007년 대한민국 재보궐선거
|  | 38.77% |

|  | 33.71% |

|  | 27.51% |

### 제5회 전국동시지방선거
|  | 49.71% |

|  | 42.61% |

|  | 7.67% |

### 제6회 전국동시지방선거
|  | 50.53% |

|  | 40.04% |

|  | 9.41% |

### 제7회 전국동시지방선거
|  | 51.10% |

|  | 42.11% |

|  | 6.77% |

### 제8회 전국동시지방선거
|  | 67.42% |

|  | 32.57% |